# Omaha Beach

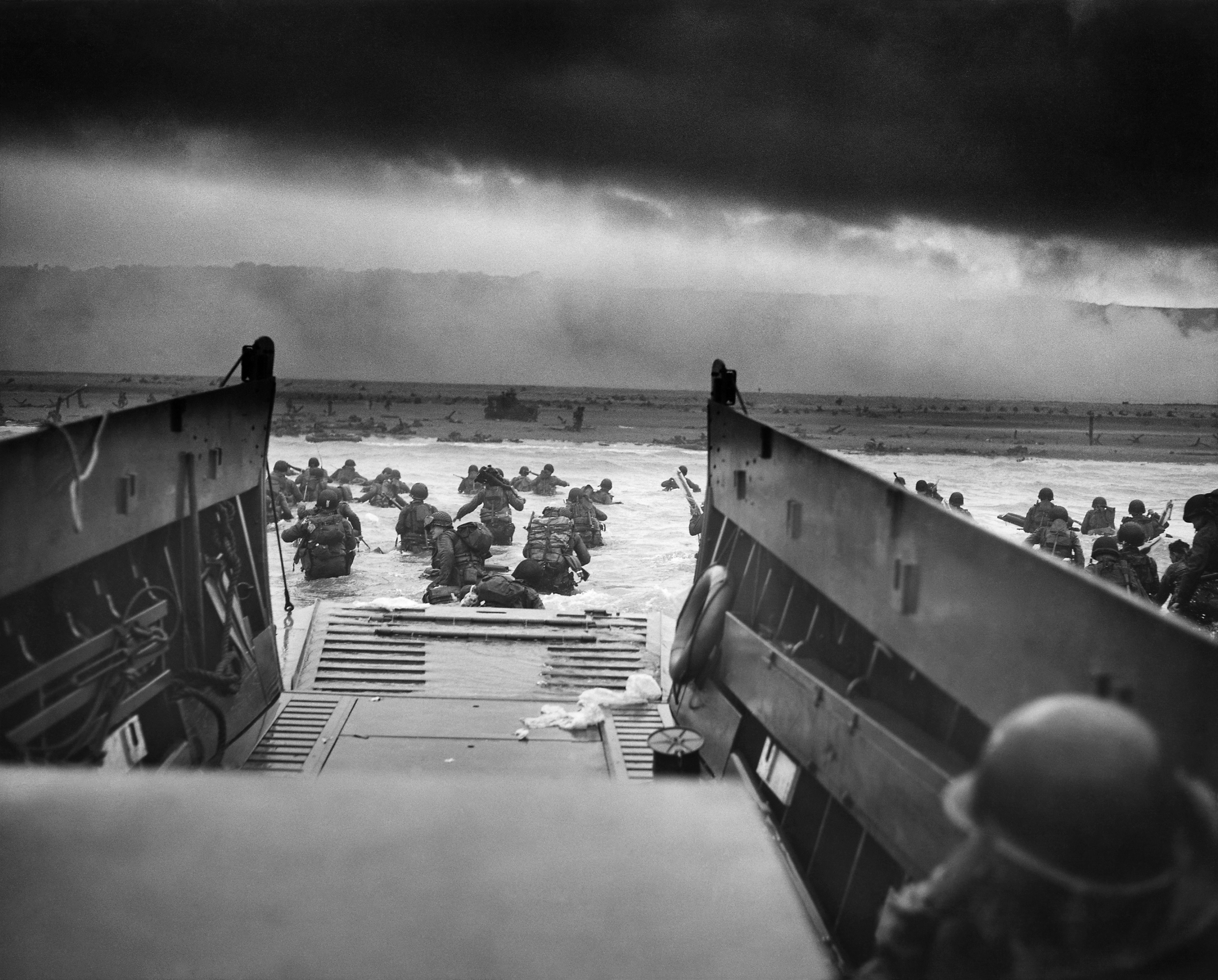
In die Geschichte eingegangenes Foto mit dem Titel Into the Jaws of Death, das die Landung der 1st Infantry Division bei Omaha Beach am 6. Juni 1944 zeigt.

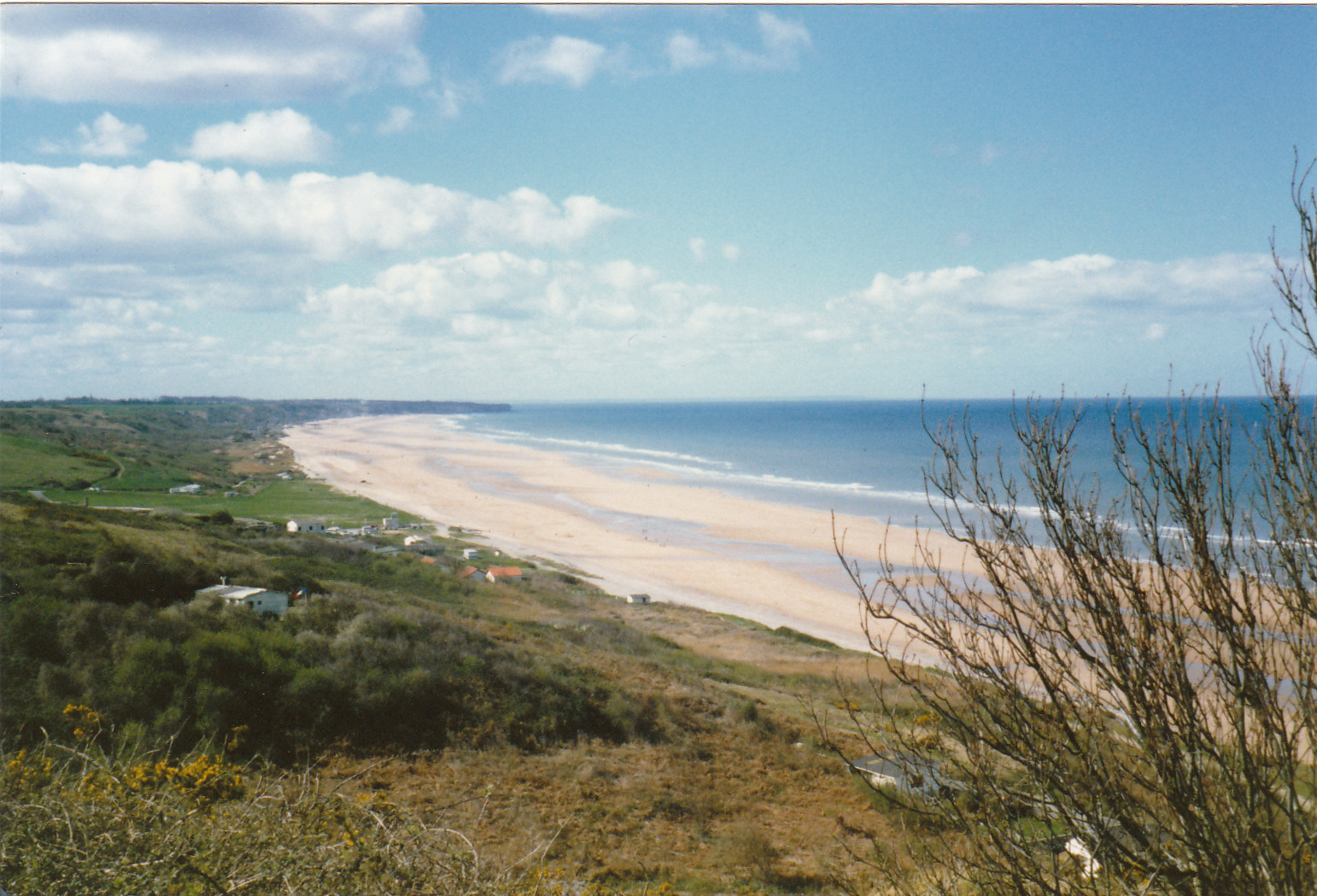
Heutige Ansicht von Omaha Beach

Als Omaha Beach bezeichneten die Alliierten im Zweiten Weltkrieg einen französischen Küstenabschnitt in der Normandie bei Colleville-sur-Mer, Saint-Laurent-sur-Mer und Vierville-sur-Mer, an dem die Landung des V. US-Korps im Rahmen der Operation Neptune stattfand.

## Hintergrund

### Alliierte Vorbereitung
US-amerikanische Truppen landeten am 6. Juni 1944 (D-Day) im Rahmen der Operation Neptune an dieser Landungszone, für die die Stadt Omaha in den USA namensgebend war. Der westlich gelegene Strandabschnitt wurde als Utah Beach, die drei östlich gelegenen als Gold, Juno und Sword Beach bezeichnet.
Omaha Beach – mit den zehn Kilometern Strand zwischen der Mündung der Vire bei Vierville-sur-Mer und dem kleinen Fischerhafen von Port-en-Bessin der längste Frontabschnitt der alliierten Landung – war in acht Zonen unterteilt, von West nach Ost codiert als Charlie, Dog Green, Dog White, Dog Red, Easy Green, Easy Red (mit rund 2,2 km die längste), Fox Green und Fox Red.
Das westliche Drittel des Strandes wurde durch einen 3 Meter hohen Wall begrenzt, und der komplette Strand endete an 30 Meter hohen Klippen. Es gab fünf Ausgänge (Exits) ins Hinterland. Der am besten befestigte war eine gepflasterte Straße in einer Schlucht, die nach Vierville-sur-Mer führte. Zwei waren nur einfache, unbefestigte Wege und zwei weitere waren die schmalen, unbefestigten Straßen zu den Dörfern Colleville-sur-Mer und Saint-Laurent-sur-Mer.
Formal gehörte auch das westlich von der Zone Charlie gelegene Kliff Pointe du Hoc zum Omaha-Landegebiet. Dort befand sich eine befestigte deutsche Artilleriestellung mit sechs französischen 155-mm-Beutegeschützen, die den Strand bewachten und somit die amerikanischen Landungstruppen an den Strandabschnitten Utah und Omaha Beach unter Beschuss hätten nehmen können. Obwohl die Stellungen oft von Bomberverbänden und Schiffsartillerie angegriffen wurden, waren die Befestigungen zu stark und hielten dem Beschuss stand. Deshalb wurde dem US-amerikanischen 2. Rangerbataillon der Auftrag gegeben, die Geschütze am Morgen des D-Day zu vernichten.

### Deutsche Verteidigung
Omaha Beach lag ebenso wie der Pointe du Hoc im rund 50 Kilometer breiten deutschen „Verteidigungsbereich Bayeux“, der sich von der Vire-Mündung im Westen bis knapp östlich von Arromanches-les-Bains im Osten erstreckte und von der deutschen 352. Infanterie-Division unter Generalleutnant Dietrich Kraiss verteidigt wurde. Westlich schloss sich die 709. Infanterie-Division und östlich die 716. Infanterie-Division an. Die 352. ID hatte diesen Küstensektor im März 1944 von der zuvor auf rund 100 Kilometer auseinandergezogen stehenden 716. ID übernommen, deren Sektor dadurch halbiert wurde. Diese Änderung war den Alliierten bis Anfang Juni verborgen geblieben und war den Kommandeuren der Landungstruppen nicht bekannt. Die eigentliche Landezone wurde von Teilen der Grenadierregimenter 916 (unter Oberst Ernst Goth) und 726 (von der 716. ID, der 352. ID temporär unterstellt) verteidigt.
Deckname der Geschützstellung am Pointe du Hoc war „Igel“ bzw. „Imme“. Die Doppelbezeichnung rührt daher, dass dieser Stützpunkt sowohl von der Luftwaffe als auch von der Marine genutzt wurde und daher unterschiedliche Decknamen vergeben wurden.
Im Dezember 1943 hatte Generalfeldmarschall Erwin Rommel nach der Besichtigung der Abschnitte einen sofortigen Ausbau des Sektors befohlen, und es waren inzwischen 13 gut befestigte Stellungen errichtet worden. Diese waren mit kleineren Posten durch ein weitläufiges Grabensystem verbunden. Zusätzlich legten die Deutschen weiträumige Minenfelder aus, die bis unter die Niedrigwasserlinie reichten, und errichteten Strandhindernisse. Dazu gehörten Panzersperren aus Eisenträgern, Stacheldraht und die berüchtigten Rommelspargel gegen Luftlandungen und anlaufende Landungsfahrzeuge.

### Widerstandsnester
Die Deutschen hatten den langen, offenen Strand zwischen Vierville-sur-Mer und Colleville-sur-Mer als mögliche Landestelle eines alliierten Angriffes erkannt, als sie ihre Küstenverteidigungsanlagen (Atlantikwall) planten.
Wie auf Utah Beach legten sie Widerstandsnester (WN) entlang des 10 km langen Strandes an, konzentrierten diese aber um 5 Wasserläufe, die das Steilufer oberhalb des Strandes durchschnitten. Durch die leicht konkave Krümmung der Küste hatten das WN 70, WN 71, WN 72 und WN 73 am Westende und das WN 60, WN 61 und das WN 62 am Ostende ausgezeichnete Feuerbereiche über den ganzen Strand. Ebenso wie diese lagen auch WN 63, WN 67 und WN 69 tief hinter den Felsen. Häuser an den Küstenstraßen hatte man abgetragen, um den Feuerbereich zu vergrößern. Ihr Material diente zum Bau von Befestigungsanlagen. Zwischen den Widerstandsnestern und in den Wasserläufen legte man Minenfelder an, und zum Schutz der toten Winkel grub man ferngesteuerte Flammenwerfer ein. Alles war stark befestigt, doch die alliierten Planer wussten, dass eine Landung auf Omaha nötig war, damit Utah nicht an der von den anglokanadischen Stränden entfernten Flanke ungeschützt blieb.

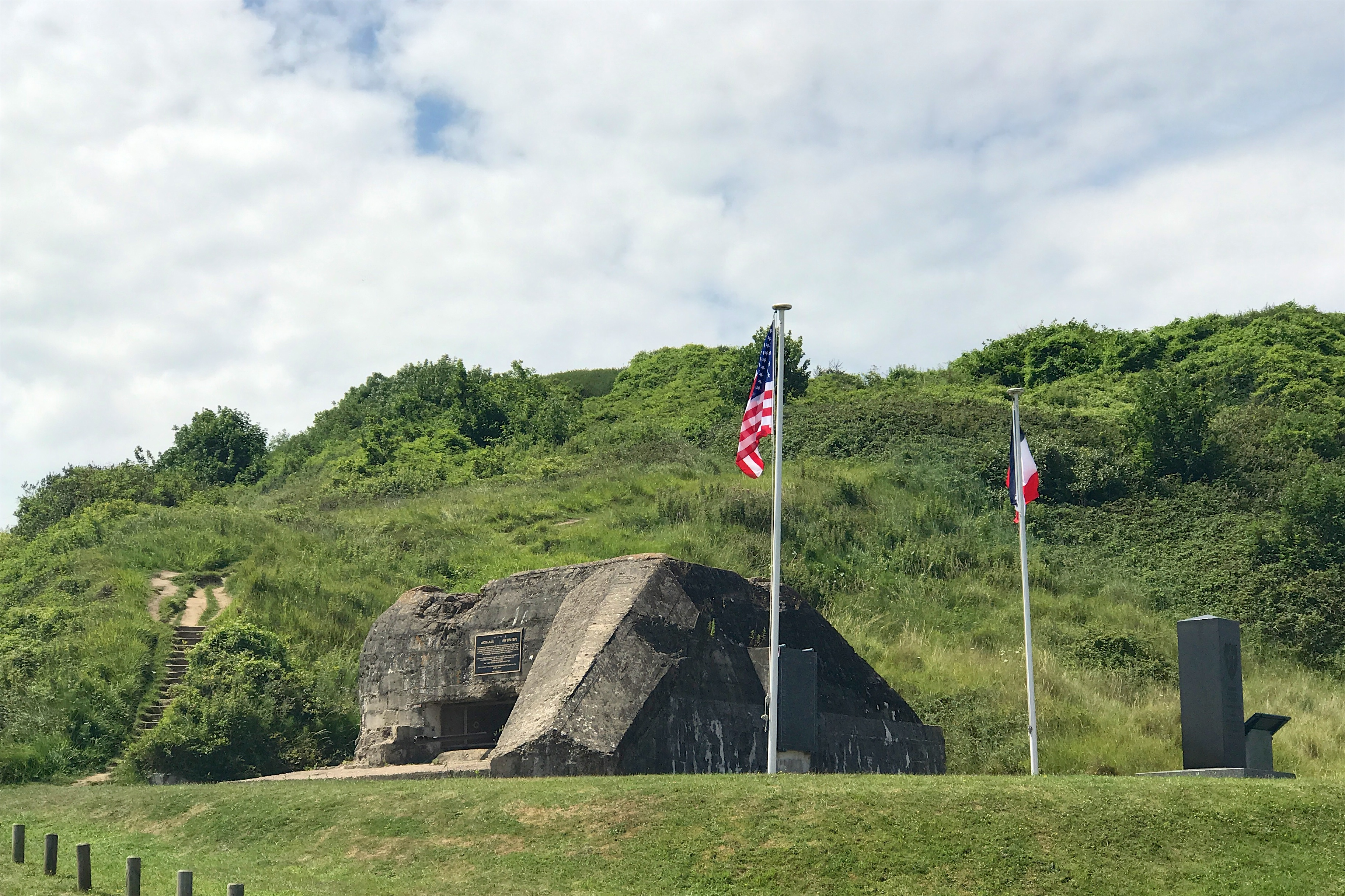
Das Widerstandsnest 65 verteidigte den St-Laurent-Exit am Omaha Beach

Die sicherste Route weg vom Strand war die Schotterstraße westwärts zum Dorf Vierville. Diese war durch einen Panzerabwehrwall blockiert, und die Deutschen hatten auf dem Felsufer das WN 70 mit Infanteriewaffen und das WN 71 mit zwei 7,5-cm-Kanonen, eine in einer offenen Werfergrube, eine in einer Kasematte, sowie zwei Granatwerfern und einer 2-cm-Flak errichtet.
Das WN 72 beim Zugang zur Abflussrinne war eine Festung mit zwei 8,8-cm-Kanonen, die den Strand bestrichen, einer 5-cm-Kanone und fünf 5-cm-Granatwerfern. Doch waren WN 71 und WN 73 unterbesetzt. Männer von Baubrigaden mussten sie ergänzen. Der erdige Weg hinauf zum St-Laurent-Exit wurde von vier Widerstandsnestern geschützt. Das WN 64 hatte zwei 7,5-cm-Kanonen, fünf 5-cm-Granatwerfer und eine 2-cm-Flak. WN 65 besaß eine 8,8-cm-Kanone und einen 5-cm-Granatwerfer in einer Kasematte. WN 68 hatte nur Infanteriewaffen. WN 66 war dagegen stärker befestigt: geschützt von einem Panzergraben hatte es zwei 7,5-cm-Kanonen, drei in Bunkern einbetonierte Renault-Panzertürme und sechs 5-cm-Granatwerfer.
In der Tiefe befanden sich WN 67 und WN 69, letzteres mit einer Raketenbatterie. Die I. Abteilung des Artillerieregiments 352 der 352. Infanteriedivision unter Oberstleutnant Wilhelm Ocker stand mit seinen Beobachtungsposten um Houtteville in WN 59, WN 61 und WN 62, von wo aus der Artilleriebeobachter Oberleutnant Frerking das Feuer justieren konnte.
Der Colleville-Exit, bloß ein Pfad, wurde von drei Widerstandsnestern geschützt. WN 60 hatte zwei 7,5-cm-Kanonen, einen Bunker mit einem Renault-Panzerturm, vier 5-cm-Granatwerfer und eine 2-cm-Flak. WN 61 war mit einer 8,8-cm-Kanone und einer 5,5-cm-Kanone und Renault-Panzerturmbunkern sowie einem 5-cm-Granatwerfer bestückt. Ein Panzergraben lag vor dem WN 62, dem Gefechtsstand von Oberleutnant Frerking. Die Bewaffnung bestand aus zwei 7,5-cm-Kanonen in Kasematten, zwei 5-cm-Kanonen und einem 5-cm-Granatwerfer. Der Panzergraben erwies sich als wirksames Hindernis. Noch um 11:40 Uhr am D-Day suchten US-Panzerfahrer eine Stelle, um ihn zu queren. Landeinwärts auf der Straße nach Colleville lag WN 63 mit einer 7,5-cm-Kanone. In diesem Gebiet sollte sich die 2./GR916. konzentrieren. Alle Widerstandsnester waren von Stacheldraht umgeben, und die westalliierten Planer wussten, dass am Strand und landeinwärts ein dichtes Netz von Minenfeldern lag.

## Kampfhandlungen

### Anlaufen der Operation Neptune

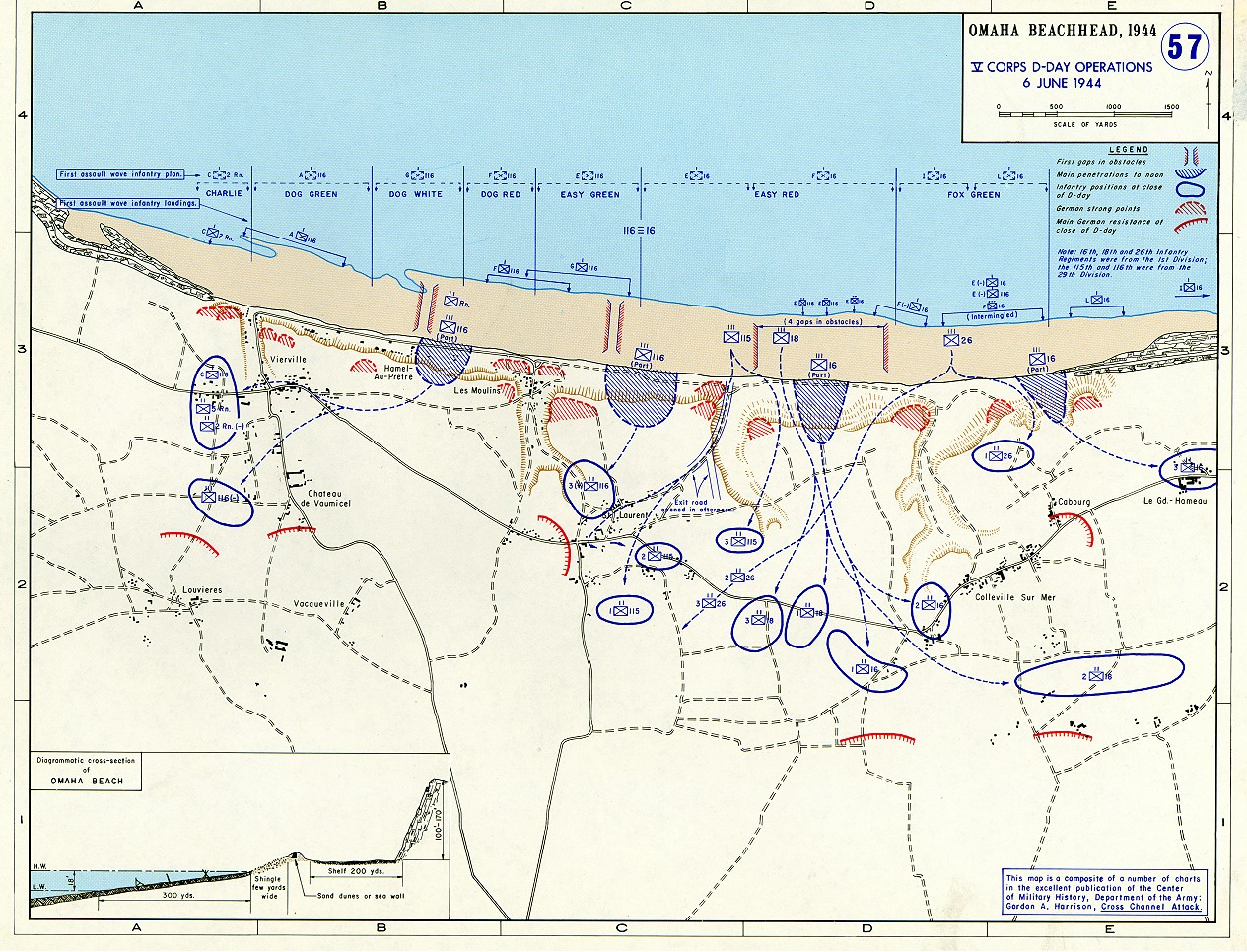
Der Omaha-Brückenkopf am 6. Juni 1944

Insgesamt überquerten 6.991 Schiffe den Ärmelkanal zwischen England und Frankreich, um eine ca. 200.000 Mann starke Armee bestehend aus Briten, US-Amerikanern, Kanadiern, Franzosen und Polen überzusetzen. Unterstützt wurden sie von Fallschirmjägern aus der Luft, die bereits in der Nacht gelandet waren. Utah und Omaha Beach waren die Landungszonen der 1. US-Armee unter Lieutenant-General (Generalleutnant) Omar Bradley. Die Landung am Omaha Beach wurde vom V. Korps ausgeführt, das von Major-General (Generalmajor) Leonard T. Gerow kommandiert wurde und begann um 6:30 Uhr (H-Hour) morgens mit der Ankunft des 16. Regiments der 1st Infantry Division und dem für diesen Angriff zugewiesenen 116. Regiment der 29th Infantry Division. Das 16. Regiment war den Abschnitten Easy Red und Fox Green zugewiesen, während das 116. an den Dog-Abschnitten anlanden sollte. Durch die starken Seitenwinde und Meeresströmungen erreichte nur die A-Kompanie der 116. den vorgesehenen Landeplatz. Alle anderen Einheiten wurden mehr oder minder stark abgetrieben und verfehlten ihre Ziele.
Die Landungstruppen erlitten am Omaha Beach die größten Verluste, da die 448 B-24-Bomber mit 1285 Tonnen Bomben der 2nd Bombardment Division der 8th Air Force die deutschen Stellungen verfehlten beziehungsweise die Verteidigungsanlagen trotz Bombardierung größtenteils intakt blieben. 117 B-24 Bomber kehrten sogar mit ihrer Ladung wieder zurück nach England, da sie ihre Ziele nicht fanden.
Lediglich die Schiffsartillerie der Texas, Arkansas, der Glasgow sowie der französischen Kriegsschiffe Montcalm und Georges Leygues beschossen Ziele am Strand und auf den Höhen. Ein weiteres Problem bestand darin, dass die LCR (Landing Craft Rocket, mit Raketenwerfern bewaffnete Landungsboote) ihre Raketensalven, die die Stacheldrahtverhaue und Minenfelder zerstören sollten, zu kurz ins Wasser schossen, ohne die deutschen Stellungen zu beschädigen. Die bis zu 30 m hohen Steilhänge und Klippen sowie die dort seit Dezember 1943 stationierte 352. Infanteriedivision erschwerten zusätzlich die Stürmung und Sicherung des Abschnittes.

### Die Landung

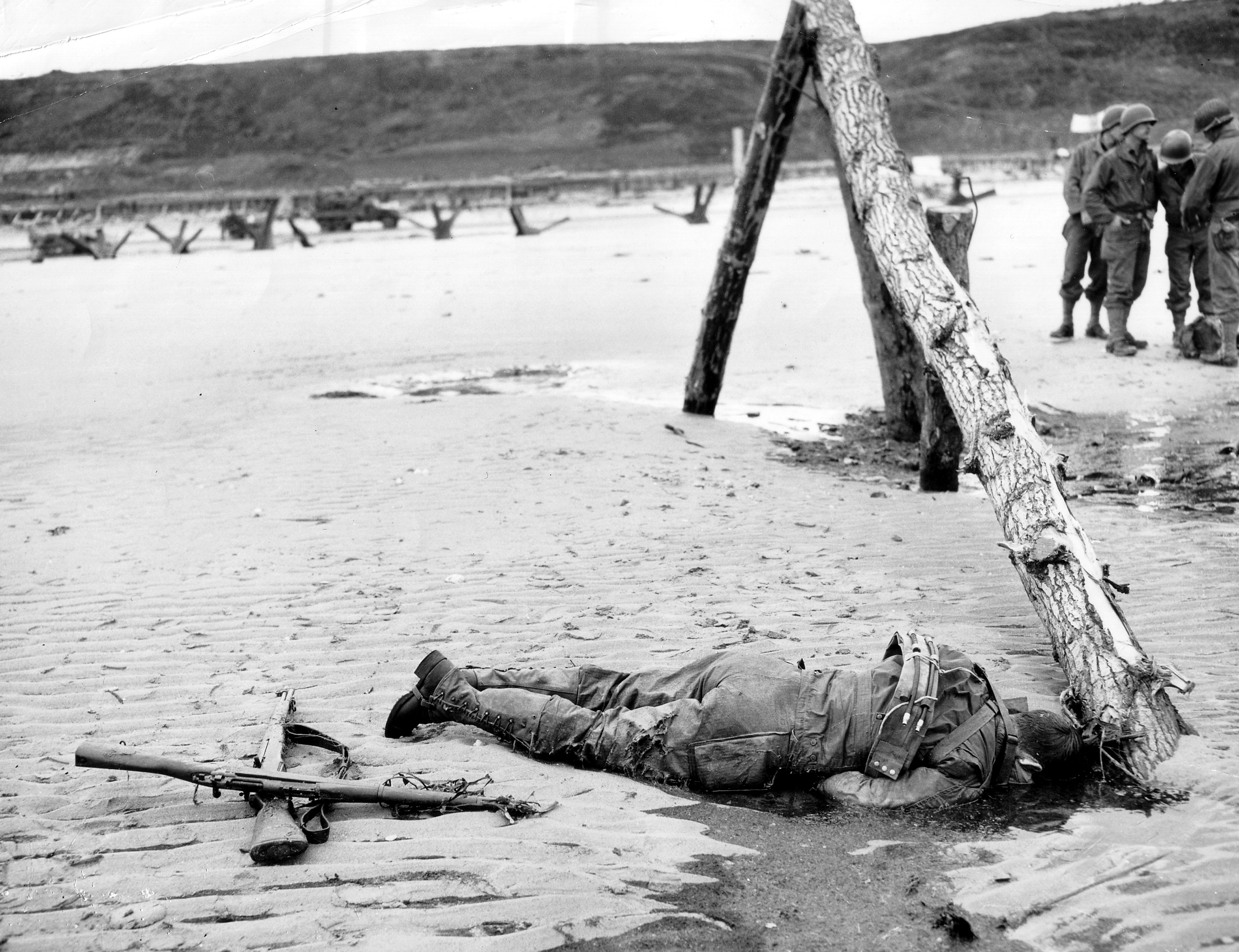
Gekreuzte Gewehre als letzter Gruß an einen gefallenen amerikanischen Soldaten am Strand der Normandie

Etwa 50 Minuten vor der eigentlichen Landung der Infanterie wurden die in Schwimmhüllen eingekleideten Sherman-Panzer (DD tanks) des 741. Panzerbataillons gestartet. Durch die raue See gelang es jedoch nur zwei Panzern, den Strand schwimmend zu erreichen. Drei weitere wurden von einem Landungsboot, dessen Klappen sich auf See nicht öffnen ließen, bis an den Strand gebracht. 27 DDs gingen noch auf See unter, die Besatzungen ertranken zum Teil. Die Schwimmpanzer waren nicht besonders weit entwickelt: Auf die herkömmlichen Sherman-Panzer waren lediglich segeltuchbespannte Gerüste montiert, die allenfalls Wellen von 30 cm Höhe standhalten konnten. An diesem Tag waren die Wellen aber fast zwei Meter hoch. Die Panzer wurden sehr früh ins Wasser entlassen, der Abstand zum Ufer betrug noch fast fünf Kilometer. Die Schwimmpanzer waren schwer zu manövrieren: Der Panzerfahrer hatte keine Sicht, ein weiterer Soldat auf dem Turm musste als Ausguck dienen. Angesichts dessen darf es erstaunen, dass es einige Panzer überhaupt bis zum Strand geschafft haben.

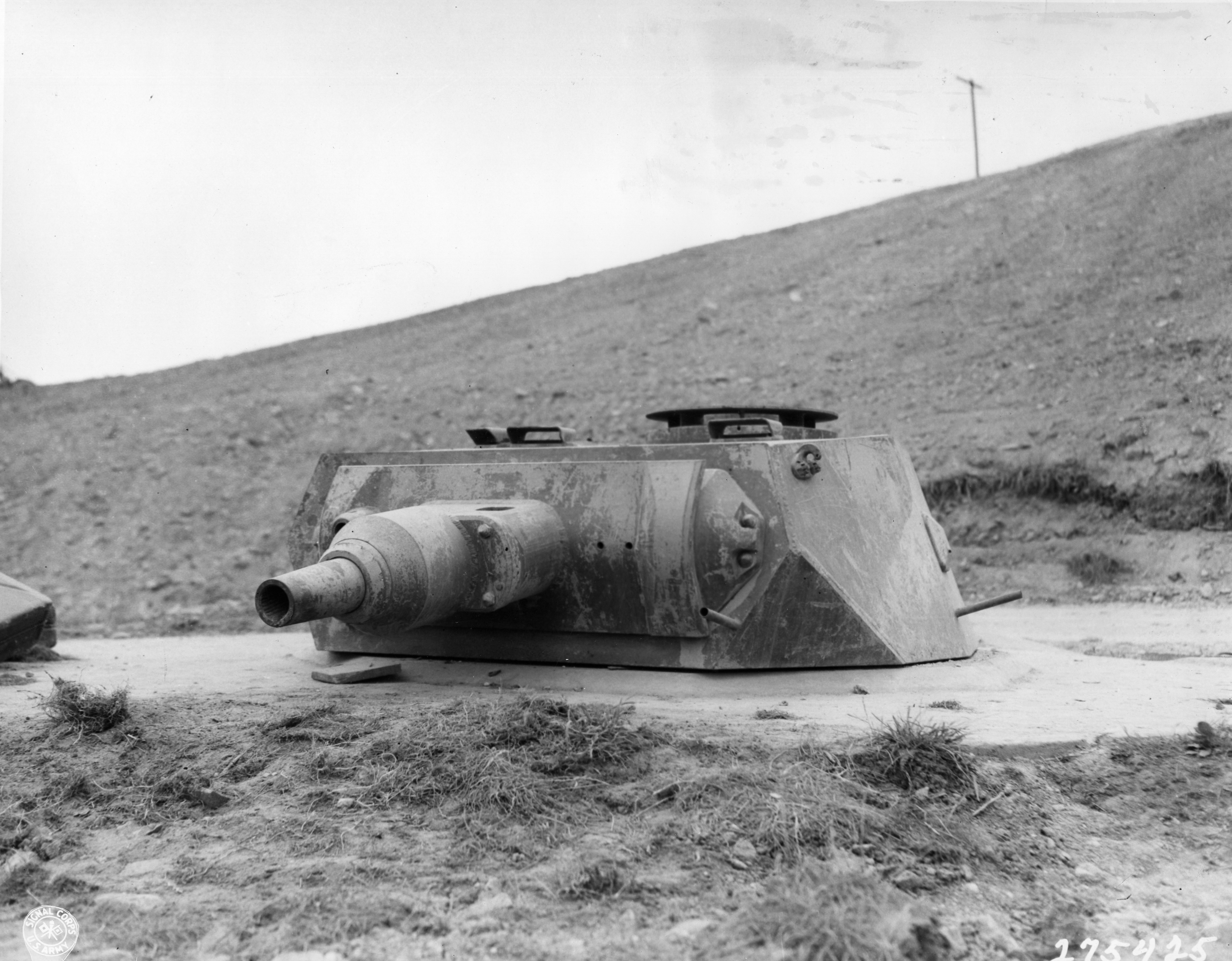
Geschützturm einer deutschen Stellung am Omaha Beach

Das erste deutsche Widerstandsnest (WN 61) wurde gegen 7:10 Uhr von einem der beiden ersten an Land gelangten DD-Tanks ausgeschaltet.
Unerwartete Probleme ergaben sich bei der Navigation der Landungsboote der Infanterie. Jedem Boot war ein enger Strandabschnitt zugeteilt, an dem die angelandeten Truppen genaue Anweisungen zur Zerstörung von Hindernissen am Strand und zur Erstürmung der steilen Küste hatten. Trotz einer genauen Luftkartographierung des Strandes konnten die besonderen Marken an Land schlecht ausgemacht werden. Außerdem trieben starker Wind und eine bei Flut eintretende Unterwasserströmung die Boote ab, so dass die wenigsten an ihrem vorgesehenen Punkt anlandeten. Die meisten landeten deutlich weiter östlich, und der Brückenkopf hatte sich auf mehr als 6,5 Kilometer ausgedehnt. Aus diesem Grund kämpften die Infanterieeinheiten der 29. Infanteriedivision der Nationalgarde und der 1. Infanteriedivision zum Teil an vollkommen anderen Orten als ursprünglich geplant. Auf unbekanntem Gelände gerieten sie in die Schusslinien ihnen unbekannter deutscher Stellungen und erlitten teils extrem hohe Verluste. So blieb der Vormarsch vorerst im Abwehrfeuer stecken. Hinter den Deckung suchenden Truppen strömten trotz allem ab 7:00 Uhr weitere Soldaten der nächsten Wellen an Land. Es dauerte etwa 40 Minuten, bis alle Einheiten an Land waren.
Auf der rechten (westlichen) Flanke konnte das 743. Panzerbataillon fast alle seine Panzer mittels der Landungsboote an den Strand bringen. Zehn Panzer wurden am Strand zerstört, vier Panzer sanken mit einem LCT vor Vierville, weitere gingen am Strand durch eine Explosion verloren. Drei Panzer wurden von den Kanonieren der 9./GR726, die der 352.ID unterstellt war, ausgeschaltet. Um ca. 13:25 waren mit der 13. Welle etwa 34 Panzer am Weststrand zwischen Vierville und Saint Laurent.
Die an Land gegangenen Pioniereinheiten (Engineer Special Brigade), die Breschen in die deutschen Verteidigungsstellungen sprengen sollten, kamen meist mit 10 Minuten Verspätung an ihre Einsatzstellen, wenn sie sie denn überhaupt erreichten. Vielfach waren unterwegs die kompletten Sprengstoffpakete und Zünder verlorengegangen.

### Durchbruch durch die deutschen Verteidigungsstellungen
Der erste bedeutende Durchbruch gelang um 9:00 Uhr am Abschnitt Dog White. Hier bestand die Verteidigung nur aus leichtem, nicht konzentriertem Maschinengewehrfeuer aus dem Widerstandsnest 70. 31 deutsche Soldaten der 352. Infanteriedivision wurden gefangen genommen. Etwa 20 Minuten später gelang es der Kompanie C des 116. Regiments und Rangern des 5. Ranger-Bataillons unter dem Befehl von General Norman Cota, den steilen Strandabschnitt zu ersteigen und in das Hinterland vorzudringen. General Cota führte seine Männer von Osten nach Vierville und kämpfte sich dann den Weg zum Strand (D1 Beach Exit) hinunter.

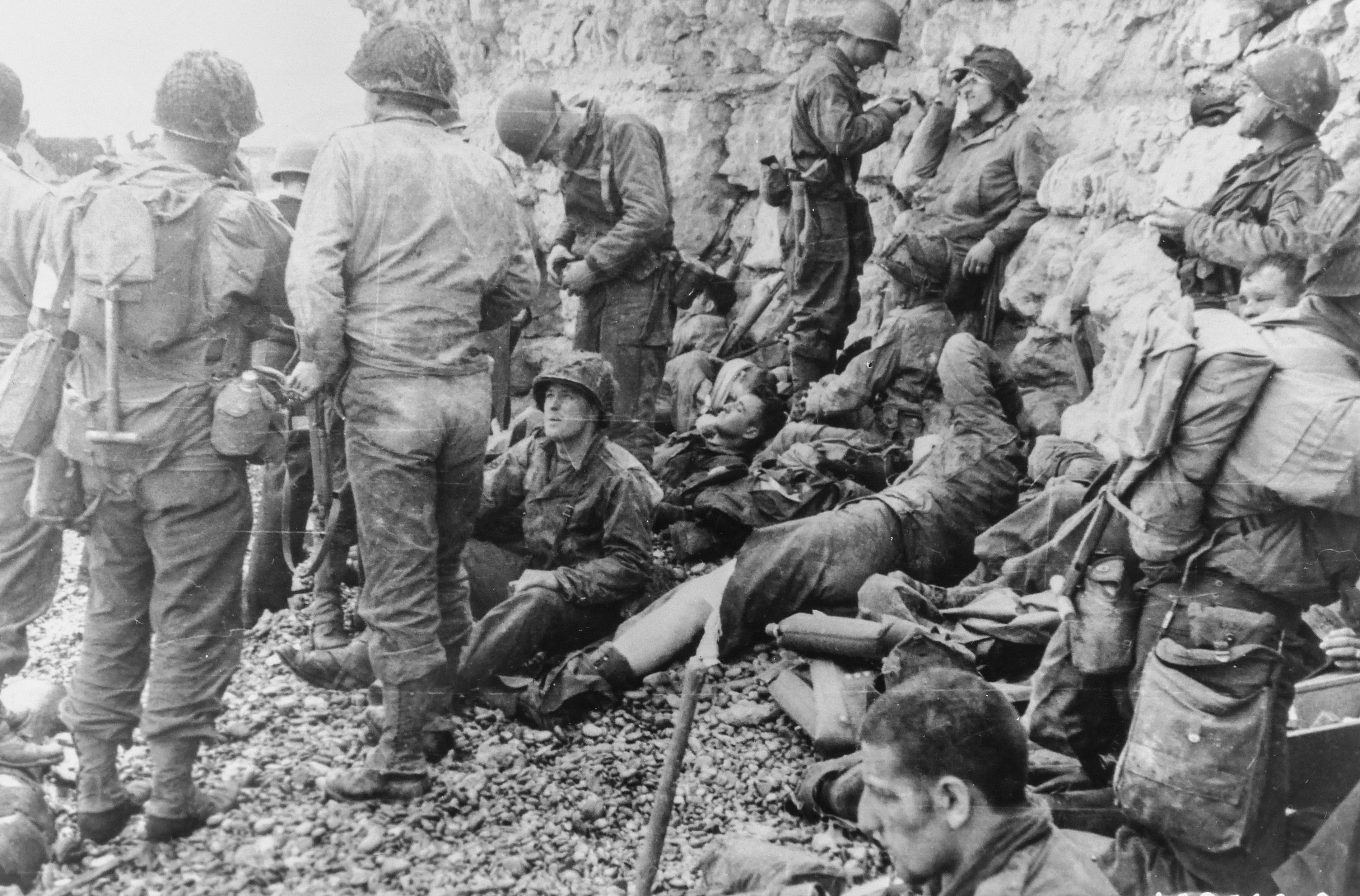
US-Soldaten rasten am Omaha-Kliff, werden medizinisch versorgt und bereiten sich für den nächsten Angriff vor.

Gegen 10:00 Uhr lagen am Strand ca. 2000 Tote, und die Offiziere begannen die verbliebenen Soldaten neu zu gruppieren. Sie kämpften sich anschließend durch die klippennahen Minenfelder und Hindernisse, um weiter gegen die deutschen Stellungen vorrücken zu können. Kurz darauf begann die Belagerung des Widerstandsnestes 64 östlich des Ruquet-Tals am E1 Beach Exit, das in der Folge von den Deutschen aufgegeben wurde. WN 65 fiel etwa um 10:30 Uhr. Damit war E1 freigekämpft, und die Amerikaner konnten an dieser Stelle den Vormarsch ins Hinterland beginnen.
Zwei amerikanische Zerstörer näherten sich Omaha bis auf rund 1.100 Meter, um deutsche Schlüsselstellungen östlich von Les-Moulins zu beschießen.
An anderen Stellen des Omaha Beach waren wesentlich stärker bewaffnete und befestigte deutsche Verteidigungsstellungen zu überwinden. General Bradley erhielt gegen Mittag die Nachricht, dass große Truppenteile auf dem Strandabschnitt Easy Red feststeckten. Auf den Abschnitten Easy Red und Easy Green trafen weitere Verstärkungswellen ein und die Verwundeten wurden abtransportiert.
Das deutsche Widerstandsnest 72 ergab sich etwa um 13:00 Uhr, so dass der Strandausgang D1 nach Vierville-sur-Mer frei war. Eine halbe Stunde später unterlief der deutschen 352. Infanteriedivision ein schwerwiegender Fehler: Sie meldete fälschlicherweise an die deutsche 7. Armee, dass der alliierte Landungsversuch ins Meer zurückgeworfen wurde. Möglicherweise kam der Funkspruch auch verstümmelt bei der 7. Armee an und wurde dort falsch interpretiert.
Im Sektor Easy Red an der Grenze zum Sektor Fox Green gelang den Amerikanern um 14:35 Uhr die Ausschaltung des starken deutschen Widerstandsnestes 62, aus dem nur vier deutsche Soldaten (darunter Hans Warnecke, Franz Gockel und der später unter den Amerikanern als „Beast of Omaha Beach“ bekannt gewordene Heinrich Severloh) entkommen konnten.

Omaha Beach 2005 – Blick aus einer deutschen Artilleriestellung auf die Strandabschnitte Fox Green – Easy Red

Der Strandausgang D1 wurde vom deutschen Stützpunkt WN 73 in der Nähe eines Hauses unter starken Beschuss genommen und konnte erst gegen 17:00 Uhr von zwei amerikanischen Rangerbataillonen genommen werden. Anschließend gelang es Truppenteilen der 29. US-Infanteriedivision, fast bis Pointe du Hoc vorzudringen. Bedingt durch Gegenstöße von deutscher Seite mussten sich die Truppen und die Panzer allerdings auf den letzten Ort vor Pointe du Hoc zurückziehen.
Ab 20:00 Uhr trafen weitere Landungswellen ein, die zusätzliches Material wie Panzer und Artillerie brachten.
Auf der Westseite von Omaha Beach gelang es der 1. US-Division nicht, die Tagesziele zu erreichen. Am Morgen des 7. Juni unternahmen Teile des deutschen Grenadierregiments 915 nochmals einen Vorstoß Richtung Küste. Dieses Unternehmen scheiterte und führte zum endgültigen Zusammenbruch im Strandbereich.

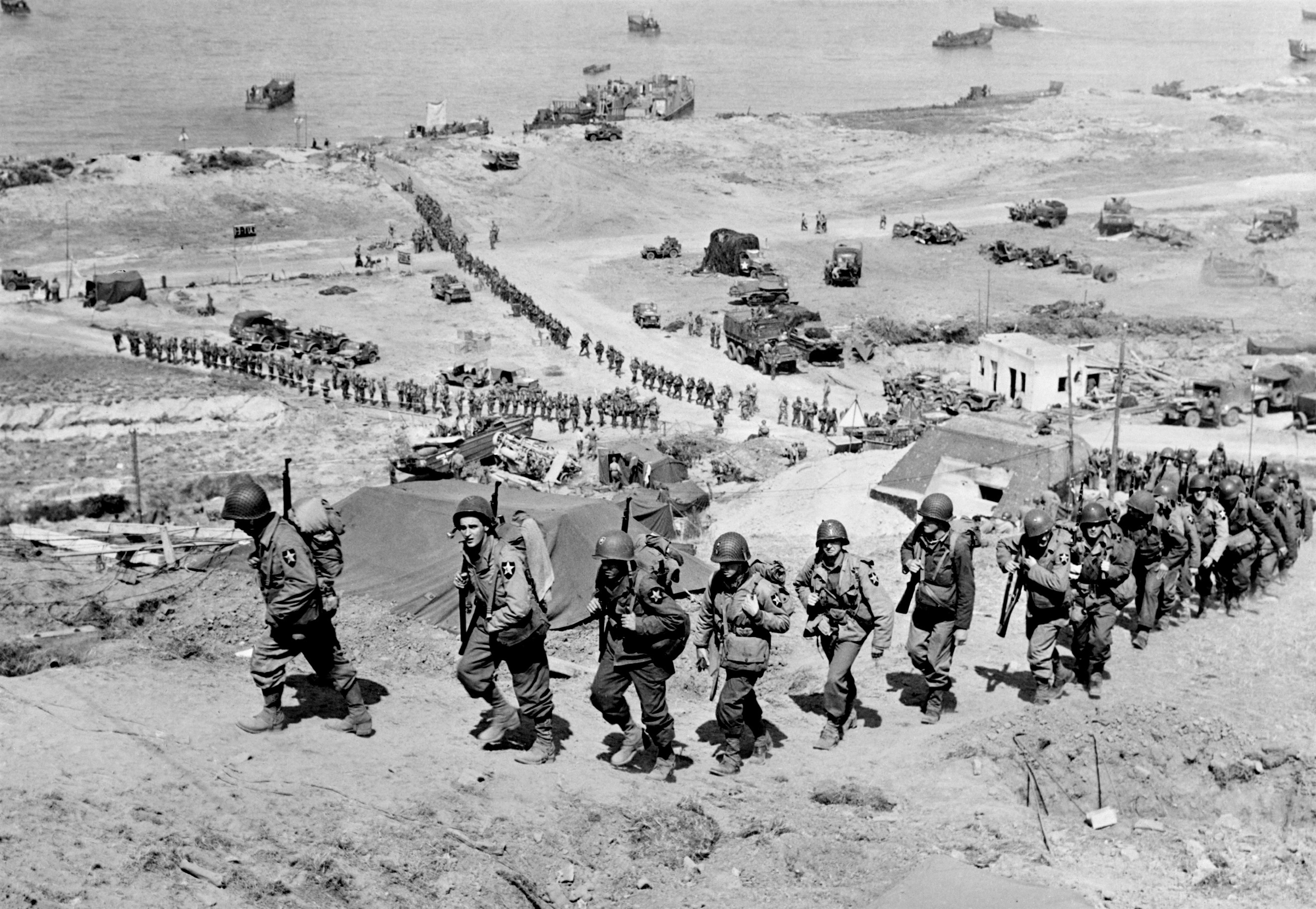
Männer der 2. US-Infanteriedivision am E1 Beach Exit und das Widerstandsnest 65 am 7. Juni 1944

Ab dem 7. Juni 1944 zogen sich die restlichen deutschen Truppenteile nur noch zurück, da gegen die Übermacht der alliierten Panzer, Artillerie und Luftwaffe ein Ankämpfen mit Handwaffen und vereinzelten Panzern nicht mehr möglich war.
Omaha Beach diente nach dem D-Day als Hafenanlage. Neben dem künstlichen Hafen in Arromanches-les-Bains (Mulberry B) wurde ein zweiter Hafen am Strand von Vierville und Saint-Laurent eingerichtet. Dieser Mulberry A (A-American / B-British) wurde durch einen sehr starken Sturm zwischen dem 19. und 22. Juni 1944 zerstört. Die noch gebrauchsfähigen Teile wurden nach Arromanches verbracht, und die Versorgungsgüter wurden direkt auf dem Strand durch LCTs, DUKWs und LSTs ausgeladen.

## TV-Dokumentation
- Spiegel TV (2004): Invasion in der Normandie (53 Minuten)